# Europees Computer Rijbewijs

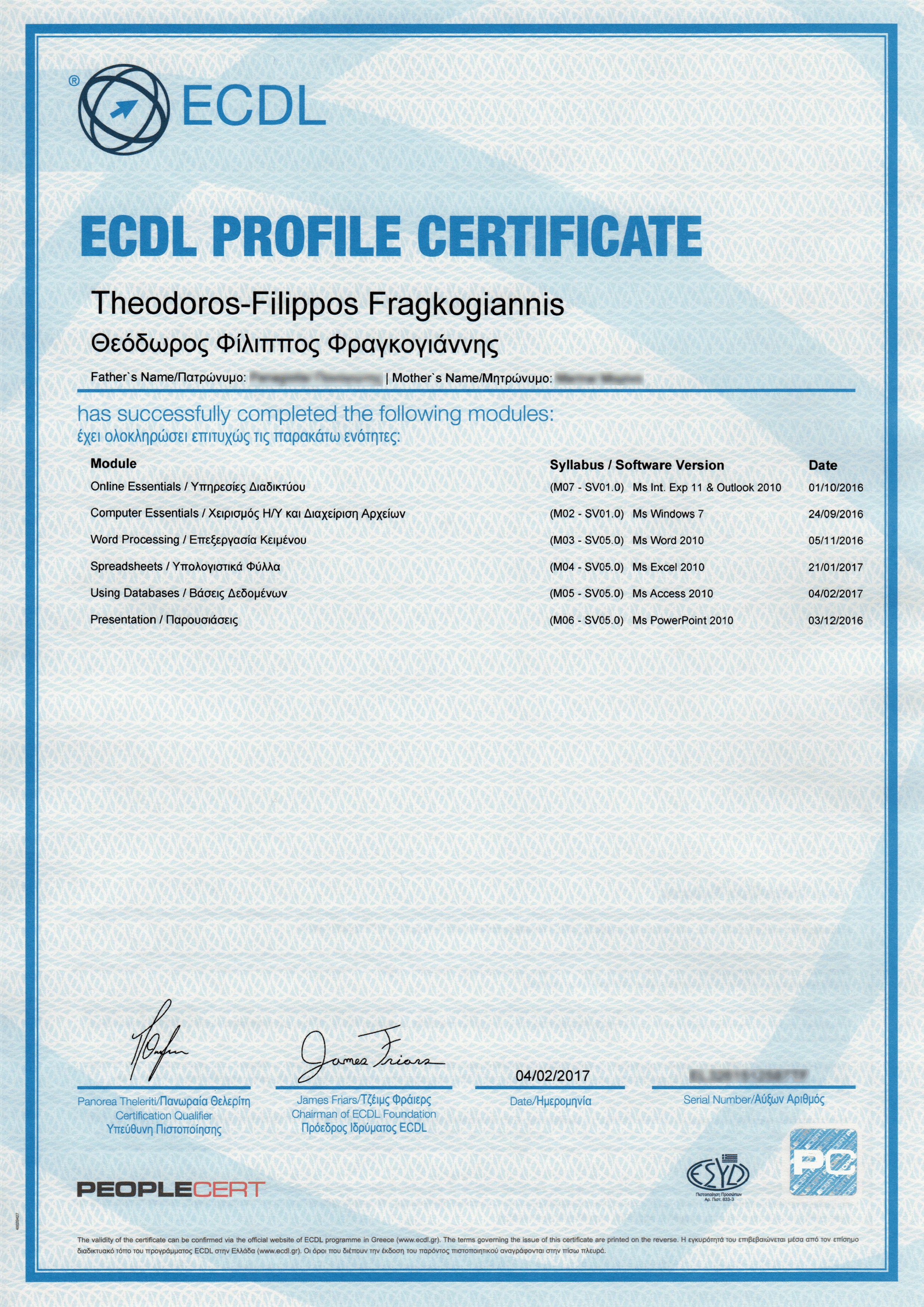
Certificering ECDL Profile uitgegeven in Griekenland in februari 2017.

Het Europees Computer Rijbewijs, (Engelse term: The European Computer Driving Licence (ECDL) of The International Computer Driving Licence (ICDL)) is een diploma voor de basiscomputervaardigheden. Dit rijbewijs is min of meer vergelijkbaar met een autorijbewijs, maar dan voor computers. 
ECDL/ICDL wordt uitgegeven door de in Dublin (Ierland) gevestigde ECDL Foundation, een non-profitinstelling. ECDL is de naam die in Europa gebruikt wordt, terwijl de naam ICDL gebruikt wordt in de rest van de wereld. De leergang omvat een aantal examens op verschillende niveaus voor essentiële onderdelen van informatietechnologie, zoals besturingssystemen, kantoortoepassingen zoals tekstverwerkers, spreadsheets, databases, internet en e-mail. 
De missie van de organisatie is om bij de bevolking in de gehele wereld het niveau te verhogen van vaardigheid in het gebruiken van personal computers en veelgebruikte computertoepassingen en ook van de kennis over informatietechnologie. 
De bedoeling is om ECDL/ICDL verder te ontwikkelen, te verbreiden en te promoten als een wereldwijd erkend ICT-certificeringprogramma dat mensen voorbereidt op participatie in de informatiemaatschappij.
ECDL Foundation streeft naar samenwerking met professionele ICT-organisaties wereldwijd, die op hun beurt ECDL in hun regio kunnen aanbieden. 
ECDL is begonnen in 1996. In januari 2012 hadden al meer dan 12 miljoen mensen uit 146 landen aan het programma deelgenomen. ECDL/ICDL is inmiddels beschikbaar in 48 talen.
Het standaard ECDL-examen is bedoeld voor iedereen die regelmatig een computer gebruikt. Het toetst voornamelijk praktische vaardigheden. Beschikbaar lesmateriaal van verscheidene uitgevers wordt officieel goedgekeurd voor het kan worden verkocht, wat wil zeggen dat ECDL heeft vastgesteld dat alle onderwerpen die in de examens voorkomen in het lesmateriaal worden behandeld. 
Er is een groot en groeiend aantal versies van het examen, aangepast aan de softwareproducten die door grote groepen kandidaten wordt gebruikt, zodat bijna iedereen het examen kan afleggen in een vertrouwde softwareomgeving. 
Op dit moment is het lesmateriaal en het officiële examen in Nederland en België gericht op MS Office, MS Windows en Internet Explorer. Deze eenzijdigheid is onderwerp van kritiek op ECDL. Het is echter een rechtstreeks gevolg van het feit dat het aantal gebruikers van andere besturingssystemen (bijvoorbeeld Linux) en kantoortoepassingen (OpenOffice.org, Corel Suite), dat behoefte heeft aan ECDL, buitengewoon klein is. 
De web-gebaseerde examens zijn op basis en Advanced niveau. ECDL Advanced is zoals de naam al zegt, ECDL voor gevorderden. Er zijn 8 modules: o.a. Tekstverwerking, Spreadsheets, Databases, Presentaties en Digi-veiligheid. Daarnaast is er een typeexamen en is door ECDL Nederland een typenorm vastgesteld. Naast de examens zijn er ook diagnoses beschikbaar. De diagnoses meten de mate van vaardig zijn. De examens bewijzen. Als 4 modules zijn gehaald dan krijgen kandidaten een officieel internationaal certificaat en kunnen bewijzen digi-vaardig te zijn. 